# 王琼 (1949年)
王琼（1949年—），男，辽宁锦州人，中华人民共和国政治人物，曾任辽宁省人大常委会副主任，第十一届全国人大代表，第十二届辽宁省人大代表（因涉辽宁拉票贿选案被终止代表资格）。